# Дёркан, Дженни
Дженни Дёркан (англ. Jenny Durkan; род. 19 мая 1958, Сиэтл, Вашингтон) — американский политический деятель. Бывший федеральный прокурор США и мэр Сиэтла (2017—2021).

## Биография
Дочь политика Мартина Дёркана. Является членом Демократической партии. Получив докторскую степень в юридической школе Вашингтонского университета в 1985 году, начала заниматься юридической практикой в должности адвоката по уголовным и гражданским делам. В октябре 2009 года президент США Барак Обама назначил её федеральным прокурором США в Западном округе штата Вашингтон и занимала эту должность до сентября 2014 года.
В 2017 году была избрана мэром Сиэтла, став первой женщиной-мэром города с 1920-х годов и вторым мэром, представителем ЛГБТ. Заняла первое место на праймериз в августе и одержала победу над Кэри Мун на ноябрьских выборах мэра в 2017 году. Имеет партнёршу Дану Гарви, у пары двое сыновей.
Дженни Дёркан подвергалась критике за её реакцию на протесты после убийства Джорджа Флойда в Сиэтле и за то, как она обращалась с правоохранительными органами в Автономной зоне Капитолийского холма. В декабре 2020 года объявила, что не будет переизбираться на должность мэра после истечения срока полномочий.